# U.S. Highway 13
Der U.S. Highway 13 (kurz US 13) ist ein United States Highway in den Vereinigten Staaten. Er beginnt an den Interstates 95 und 295 im Nordwesten von Fayetteville im Bundesstaat North Carolina und endet nach 833 Kilometern bei Morrisville im Bundesstaat Pennsylvania am U.S. Highway 1.

## Verlauf

### North Carolina
Ab Fayetteville verläuft der U.S. Highway 45 in nordöstlicher Richtung und trifft bei Spivey's Corner auf den U.S. Highway 421. Im Südosten von Newton Grove überquert der Highway die Interstate 40 sowie in der Stadt den U.S. Highway 701. Zwischen Genoa und den westlichen Vororten von Goldsboro nutzt der US 45 die Trasse des U.S. Highways 117. Im Anschluss bildet er gemeinsam mit dem U.S. Highway 70 eine nördliche Umgehung um Goldsboro. Er verlässt den Ring in nordöstlicher Richtung wieder und trifft bei Snow Hill auf den U.S. Highway 258 sowie westlich von Greensville auf den U.S. Highway 264A. Nachdem der Highway das Stadtzentrum im Westen und den Pitt-Greenville Airport im Osten passiert hat, trifft er im Norden der Stadt auf den U.S. Highway 264, der ein Teil der Ringautobahn um die Stadt bildet.
Ab Bethel nutzt der U.S. Highway 13 die Trasse des U.S. Highways 64 und verläuft in östlicher Richtung und ab Williamston mit dem U.S. Highway 17 in Richtung Norden. Bei Tarheel trifft er auf den U.S. Highway 158, bevor er Virginia erreicht.

### Virginia
Mit Whaleyville durchläuft der Highway die erste Ortschaft in Virginia und führt weiterhin in nördlicher Richtung. Ab Suffolk verläuft er zusammen mit den U.S. Highways 58 und 460 in östlicher Richtung und passiert dabei den Hampton Roads Executive Airport. Im Großraum von Portsmouth und Norfolk trifft er auf die Interstates 64, 264 und 664 sowie auf die U.S. Highways 17 und 60. Der US 13 verlässt Norfolk in nördlicher Richtung und überquert dabei die Hampton Roads mit Hilfe des Chesapeake Bay Bridge-Tunnels. Nach einigen Kilometern auf der Delmarva-Halbinsel erreicht es Maryland.

### Maryland

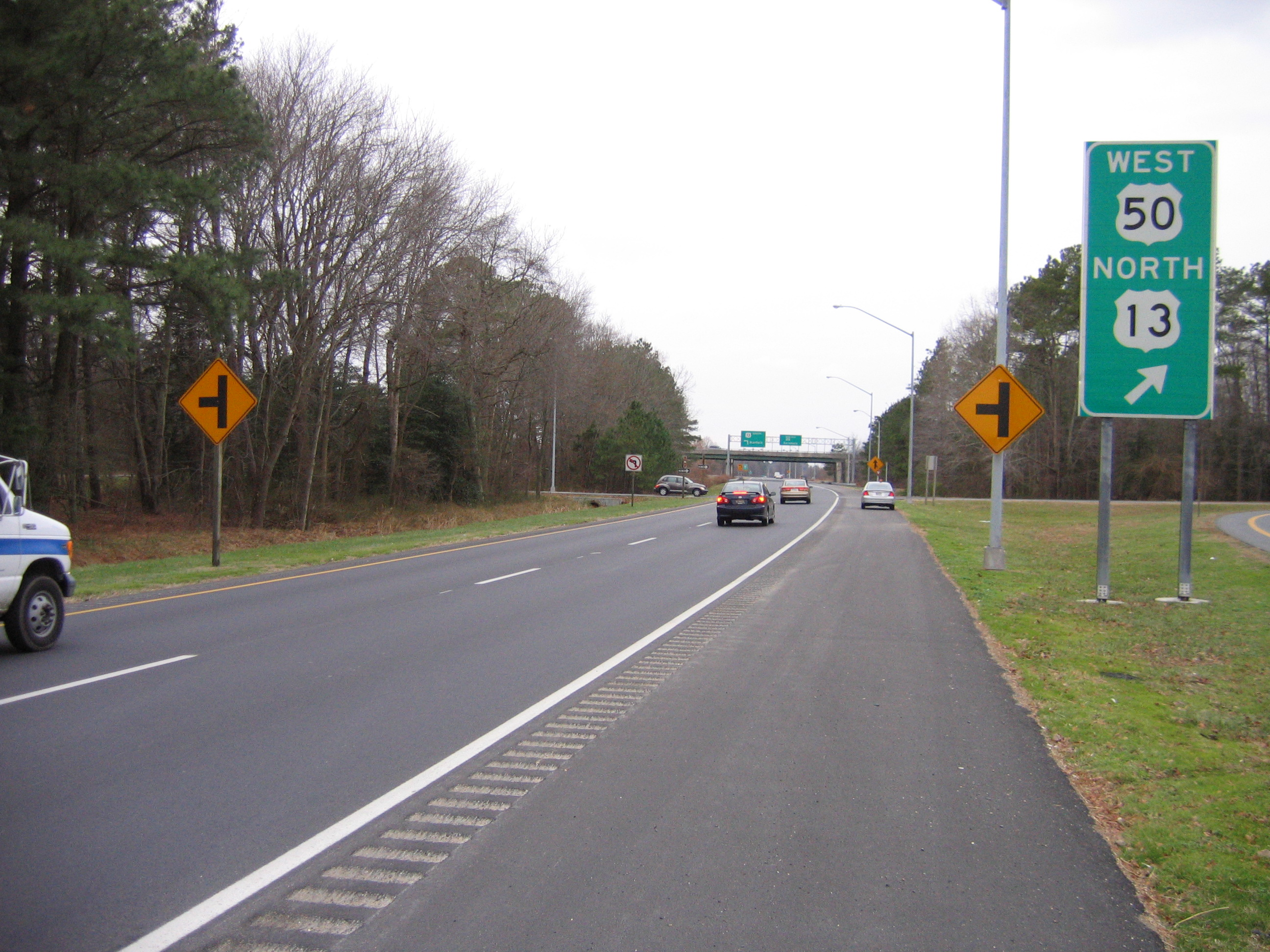
Der U.S. Highway 13 bei Salisbury

In Maryland verläuft der U.S. Highway 13 weiterhin in Richtung Norden und trifft bei Pocomoke City auf den U.S. Highway 113. Um die Stadt Salisbury bildet der Highway zusammen mit dem U.S. Highway 50 eine östliche Umgehungsroute. Nach der Durchquerung des Ortes Delmar erreicht der US 13 den Nachbarbundesstaat Delaware.

### Delaware
Der U.S. Highway 13 führt in Delaware weiter in nördlicher Richtung. Bei Laurel zweigt der U.S. Highway 9 ab. Der US 13 verläuft ab Dover, der Hauptstadt Delawares, parallel zur Delaware State Route 1, die als Freeway ausgebaut ist. Im Norden von Dover passiert er den Dover International Speedway. Im Großraum von Wilmington trifft der Highway die Interstates 295 und 495 sowie den U.S. Highway 40. Im Nordosten von Wilmington überquert er die Grenze zu Pennsylvania.

### Pennsylvania
Der US 13 verläuft von der Grenze zu Delaware bis Croydon parallel zur Interstate 95. Auf dem Stadtgebiet von Chester überquert der Highway auf den U.S. Highway 322. Im Großraum von Philadelphia trifft der U.S. Highway 13 auf die Interstates 76 und 276 sowie auf die U.S. Highways 1 und 30. In der Frankford Avenue nutzt die Straße die Frankford Avenue Bridge, die älteste Brücke in den Vereinigten Staaten aus dem Jahr 1697. In Morrisville endet sie nach insgesamt 833 Kilometern am US 1.

## Zubringer und Umgehungen
- U.S. Highway 113 zwischen Pocomoke City und Milford
- ehemaliger U.S. Highway 213